# Esolus parallelepipedus
Esolus parallelepipedus é uma espécie de insetos coleópteros polífagos pertencente à família Elmidae.
A autoridade científica da espécie é Müller, tendo sido descrita no ano de 1806.
Trata-se de uma espécie presente no território português.